# Inédito
Inédito — студійний альбом Антоніу Карлуса Жобіна, випущений 1987 року обмеженим накладом для приватного розповсюдження з нагоди 60-річчя композитора. 1995 року альбом перевидано вже для широкого загалу лейблом BMG Brasil на двох CD.
Альбом загалом містив 24 треки і був ретроспективою музичної кар'єри, що складалася як з найвідоміших пісень Жобіма, так і з менш відомих, ніколи раніше не записаних творів.

## Історія створення
1987 року Антоніу Карлус Жобін святкував свій 60-річний ювілей. На відзначення цієї події, компанія CBPO (Companhia Brasileira de Projetos e Obras), підрозділ промислового конгломерату «Odebrecht», замовила Тому музичний альбом з обмеженим накладом і доручила йому фінансовий та художній контроль над записом. Ініціатива належала музеєзнавцеві Вері Аленкар, що 1985 року реалізувала подібний проект для Дорівала Кайммі.
Продюсував альбом Жаїру Северіану, відомий бразильський історіограф і дослідник бразильської популярної музики. 4000 копій Inédito було розповсюджено серед шкіл, бібліотек, музеїв та клієнтів «Odebrecht». 1995 року, після смерті Жобіма, «Odebrecht» надала дозвіл його родині видати альбом для широкого загалу на лейблі BMG Brasil.
Запис відбувався невдовзі після створення альбому Passarim, в період з травня по серпень 1987 року, в студії Transamérica, Ріо-де-Жанейро і частково у власному будинку в Жобіма, в районі Жардін-Ботаніку, Ріо-де-Жанейро. Як і при створенні Passarim, основний супровід Жобіму склала Banda Nova, його постійний сімейний гурт, включно з дружиною Аною Лонтра Жобін, дочкою Елізабет і сином Паулу, а також Жаком Мореленбаумом з дружиною Паулою і Данилу Кайммі з дружиною Сімоною.
24 композиції, авторство яких, за винятком «Modinha (Seresta № 5)» Ейтора Вілла-Лобоса, належить Антоніу Карлусу Жобіну, складають творчий портрет видатного бразильського композитора. Вісім з них до створення альбому ніколи не записувались.

## Визнання
Після двох масових перевидань, лейблами BMG Ariola (1995) та Jobim Music / Biscoito Fino (2005), Inédito отримав дуже позитивну критику.
В огляді на «AllMusic» Річард Гінелл вважає, що Inédito «…ретельно відпрацьований і відшліфований; скоріше інтимний, з використанням мінімальних ресурсів, на декількох треках у супроводі тільки простого фортепіано Жобіма».
«Втрачена перлина найкращого бразильського автора пісень відбиває універсальну привабливість босанови, — так характеризував альбом оглядач The Daily Telegraph Марк Хадсон з приводу перевидання альбому 2006 року. — Перевидання екстраординарного, але мало відомого альбому ... по-новому висвітлює цю захопливу фігуру і на весь феномен босанови.» В огляді перелічені найрізноманітніші впливи на творчість Жобіма, що відчутні в альбомі: джаз Західного узбережжя і Дебюссі, європейський модернізм, африканські релігійні співи і католицька літургія.
Під назвою The Unknown альбом був також перевиданий у США, лейблом DRG Records. Джим Фузіллі на сторінках «The Wall Street Journal» зазначив: The Unknown — це набагато більше, ніж повніше відтворений скарб. Жобім переробив для нього багато зі своїх найбільш помітних композицій, в тому числі кілька ніколи раніше не записаних, і зробив альбом з гуртом, до якого увійшли віолончеліст Жак Мореленбаум, співачка Паула Мореленбаум (відома виконавиця Жобіма), флейтист та співак Данилу Кайммі, струнна секція та члени родини Жобіма. Пісні в швидкому темпі з любов'ю переглянуті — його нові версії «Águas de Março» і «Garota de Ipanema»… чудові — і дуже ефектно розроблені більш задумливі, важкі жобімівські твори. The Unknown фіксує масштабність та глибину видатної творчості Жобіма, що лишається джерелом успішного музичного руху."

## Список композицій
| Трек | Назва                       | Автори                                    | Тривалість |
| ---- | --------------------------- | ----------------------------------------- | ---------- |
| 1    | «Wave»                      | Антоніу Карлус Жобін                      | 2:46       |
| 2    | «Chega de Saudade»          | Антоніу Карлус Жобін, Вінісіус ді Морайс  | 3:52       |
| 3    | «Sabiá»                     | Антоніу Карлус Жобін, Шику Буаркі         | 3:19       |
| 4    | «Samba Do Avião»            | Антоніу Карлус Жобін                      | 3:22       |
| 5    | «Garota de Ipanema»         | Антоніу Карлус Жобін, Вінісіус ді Морайс  | 4:02       |
| 6    | «Retrato em Branco e Preto» | Антоніу Карлус Жобін, Шику Буаркі         | 2:04       |
| 7    | «Modinha» («Seresta N°5»)   | Ейтор Вілла-Лобос, Мануель Бандейра       | 2:53       |
| 8    | «Modinha»                   | Антоніу Карлус Жобін, Вінісіус ді Морайс  | 2:14       |
| 9    | «Canta, Canta Mais»         | Антоніу Карлус Жобін, Вінісіус ді Морайс  | 3:58       |
| 10   | «Eu Não Existo Sem Você»    | Антоніу Карлус Жобін, Вінісіус ді Морайс  | 2:43       |
| 11   | «Por Causa de Você»         | Антоніу Карлус Жобін, Долорес Дюран       | 2:23       |
| 12   | «Sucedeu Assim»             | Антоніу Карлус Жобін, Маріну Пінту        | 2:56       |
| 13   | «Imagina»                   | Антоніу Карлус Жобін, Шику Буаркі         | 1:51       |
| 14   | «Eu Sei Que Vou Te Amar»    | Антоніу Карлус Жобін, Вінісіус ді Морайс  | 1:50       |
| 15   | «Canção Do Amor Demais»     | Антоніу Карлус Жобін, Вінісіус ді Морайс  | 1:41       |
| 16   | «Falando de Amor»           | Антоніу Карлус Жобін                      | 3:52       |
| 17   | «Inútil Paisagem»           | Антоніу Карлус Жобін, Алоїзіу ді Олівейра | 2:47       |
| 18   | «Derradeira Primavera»      | Антоніу Карлус Жобін, Вінісіус ді Морайс  | 2:16       |
| 19   | «Canção Em Modo Menor»      | Антоніу Карлус Жобін, Вінісіус ді Морайс  | 2:20       |
| 20   | «Estrada Do Sol»            | Антоніу Карлус Жобін, Долорес Дюран       | 3:12       |
| 21   | «Águas de Março»            | Антоніу Карлус Жобін                      | 3:35       |
| 22   | «Samba de Uma Nota Só»      | Антоніу Карлус Жобін, Ньютон Мендонса     | 2:59       |
| 23   | «Desafinado»                | Антоніу Карлус Жобін, Ньютон Мендонса     | 2:54       |
| 24   | «A Felicidade»              | Антоніу Карлус Жобін, Вінісіус ді Морайс  | 3:48       |

## Виконавці
- Антоніу Карлус Жобін — фортепіано, вокал
- Паулу Жобін — гітара
- Себастіан Нету — бас
- Сандріну Сантору — контрабас
- Алсеу ді Алмейда Рейс, Жак Мореленбаум, Марсіу Маллард,  — віолончелі
- Паулу Брага — барабани
- Данилу Кайммі — флейта
- Девід Сакс — тромбон
- Ана Лонтра Жобін, Данилу Кайммі, Елізабет Жобін, Мауша Аднет, Паула Мореленбаум, Паулу Жобін, Сімоне Кайммі — вокал
- Арлінду Пентеаду, Фредерік Стефані — альти
- Айзик Геллер, Бернарду Бесслер, Карлус Едуарду Гек, Джанкарло Пареші, Жозе Алвес, Мішель Бесслер, Паскуаль Перотта — скрипки
- Жак Мореленбаум, Паулу Жобін — аранжування
- Жаїру Северіану — продюсер